# Stenoptilomyia hyalinum
Stenoptilomyia hyalinum là một loài Trichoptera hóa thạch trong họ Sericostomatidae.